# Limbe (Camerun)
Limbe (conosciuta anche come Victoria nel 1858-1982, o con la grafia Limbé) è una città della costa del Camerun, capoluogo del dipartimento di Fako.

## Geografia fisica
La città è situata sulle pendici meridionali del Monte Camerun.

## Economia
Limbe è il centro della produzione di petrolio in Camerun. Sono molto sviluppati i settori della pesca e del turismo, essendo la città situata sul mare. Il porto di Limbe è uno dei 4 maggiori del Camerun.

## Storia
Victoria è stata fondata dal missionario britannico Alfred Saker nel giugno del 1858. Saker ha comprato il terreno dal capo della tribù Isubu, Re William I di Bimbia. A causa di questo trattato, inizialmente Victoria e le sue vicinanze non facevano parte della colonia tedesca del Camerun e rimasero sotto l'amministrazione britannica. Nel 1982 Victoria è stata ribattezzata, e da allora è conosciuta come Limbe.

## Amministrazione

### Gemellaggi
- Saint-Brieuc,  Francia
- Saint John's,  Antigua e Barbuda
- Seattle,  Stati Uniti